# Cristian Ghinea
Cristian Ghinea, né le 20 juillet 1977, est un homme politique roumain.